# پیروچپور
پیروچپور (به لاتین: Pirojpur) یک منطقهٔ مسکونی در بنگلادش است که در ناحیه پیروج‌پور واقع شده‌است. پیروژپور ۲۹٫۵۰ کیلومتر مربع مساحت و ۷۸٬۰۵۷ نفر جمعیت دارد.